# Grammodes parallela
Grammodes parallela är en fjärilsart som beskrevs av Cyrillo 1787. Grammodes parallela ingår i släktet Grammodes och familjen nattflyn. Inga underarter finns listade i Catalogue of Life.